# Augustenborg godsdistrikt
Augustenborg godsdistrikt eller Augustenborgske godser er det godsdistrikt, der opstod, da det augustenborgske stamhus mistede sit hertugdømme i 1667. Som gods omfattede distriktet store dele af Sydals: Gammelgård, Hjortholm, Kegnæsgård, Majbølgård, Nygård, Rumohrsgård, Ryhave og Sønderborg ladegård. Efter 1853 blev distriktet omdannet til Augustenborg herred, der efter 1864 blev en del af Als Sønder Herred.

### Lægdsruller
- Landruller 1847 Arkiveret 20. januar 2022 hos  Wayback Machine